# Proletarische revolutie

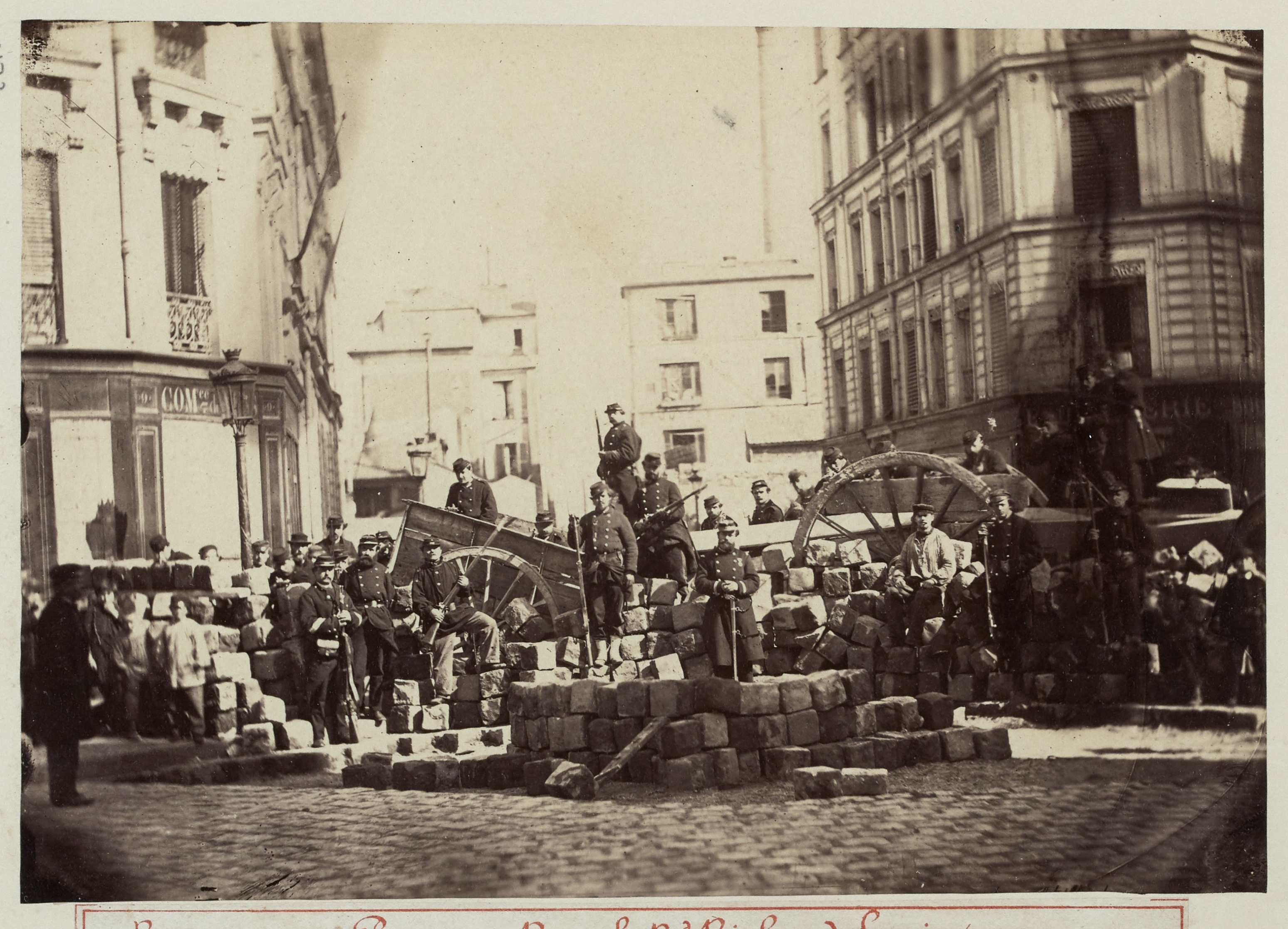
Commune van Parijs, barricade in de Passage Raoul

Een proletarische revolutie is een revolutie waarin de arbeidersklasse (het proletariaat) de macht overneemt van de kapitalisten (bourgeoisie). Proletarische revoluties worden voornamelijk gesteund door socialisten, communisten en anarchisten.

## Marxisme

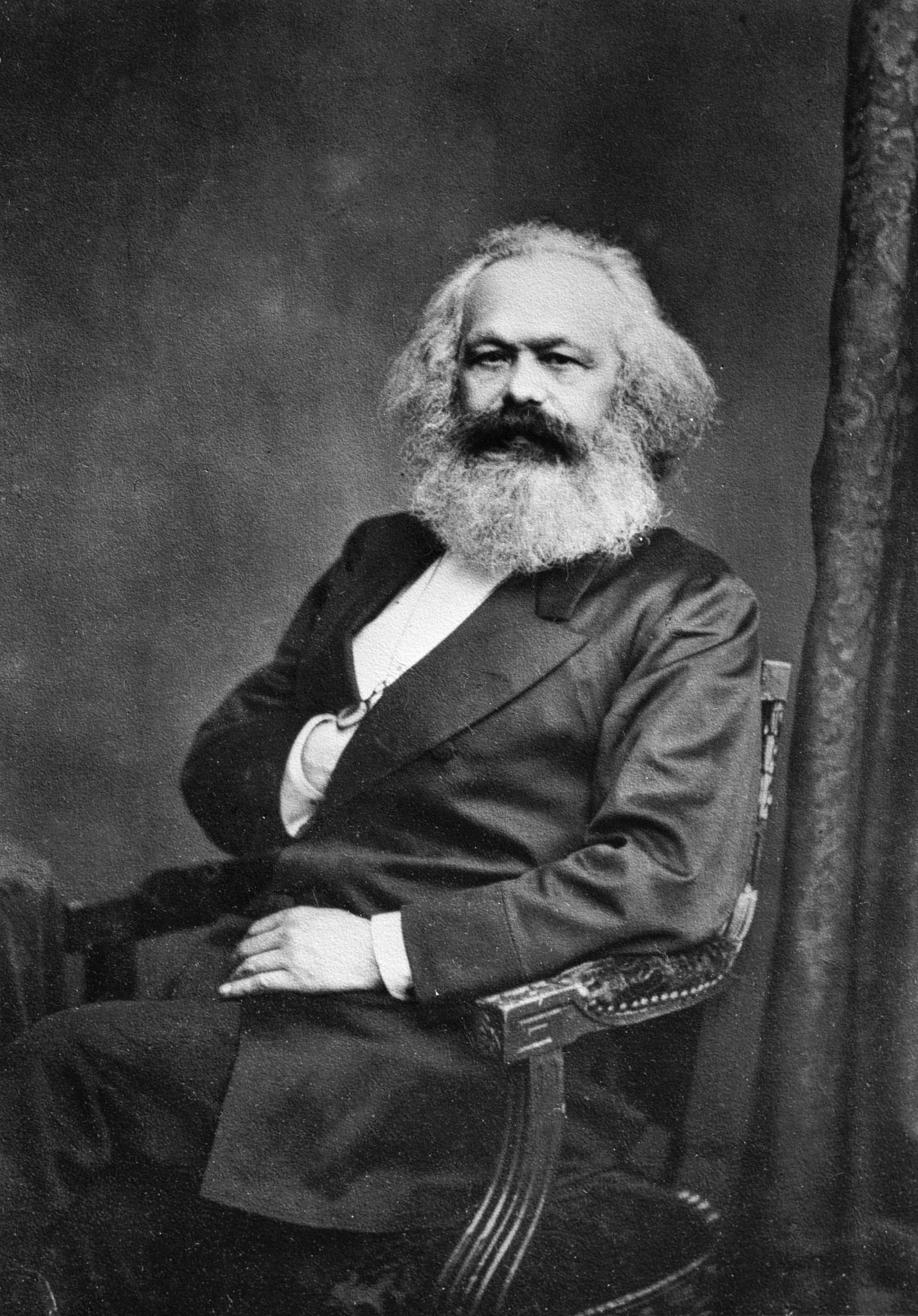
Karl Marx in 1875

Het concept van een revolutionair proletariaat werd voor het eerst geïntroduceerd door de Franse socialist Auguste Blanqui. De Commune van Parijs wordt gezien als de eerste poging tot een proletarische revolutie.
Karl Marx en Friedrich Engels werkten samen het idee van een revolutionair proletariaat verder uit. Door het analyseren van de samenleving en de geschiedenis kwamen Marx en Engels tot de conclusie dat er een voortdurende klassenstrijd bestaat. In deze strijd staan de arbeidersklasse, oftewel het proletariaat, en de burgerij, oftewel de bourgeoisie, tegenover elkaar. Het proletariaat bestaat uit degenen die hun arbeid moeten verkopen om in hun levensonderhoud te voorzien. Ze werken in dienst van de bourgeoisie en bezitten geen eigendomsrecht over de productiemiddelen. De bourgeoisie daarentegen is de heersende klasse, die wel eigendom heeft over de productiemiddelen en deze gebruikt om winst te genereren uit de arbeid van de arbeidersklasse.
Marx en Engels geloofden dat de kapitalistische productie uiteindelijk de progressieve ontwikkeling van de industrie zou belemmeren. De belangen van de bourgeoisie zouden in conflict komen met de vooruitgang van de industrie. De essentiële voorwaarden voor het bestaan en de overheersing van de bourgeoisie zijn de vorming en vermeerdering van kapitaal; de voorwaarde voor kapitaal is loonarbeid. De vooruitgang van de industrie, waarvan de bourgeoisie de onvrijwillige promotor is, vervangt de isolatie van de arbeiders door concurrentie met de revolutionaire samenwerking door associatie. De ontwikkeling van de moderne industrie ondermijnt daarom de fundamentele basis waarop de bourgeoisie producten produceert en zich toe-eigent. Wat de bourgeoisie dus boven alles produceert, zijn haar eigen doodgravers. Haar val en de overwinning van het proletariaat zijn onvermijdelijk.
Marx en Engels voorzagen dat door de voortschrijdende industrialisatie en de daarmee gepaard gaande concentratie van arbeid in fabrieken en steden, de arbeidersklasse steeds bewuster zou worden van haar eigen macht en gedeelde belangen. Deze bewustwording zou leiden tot solidariteit en organisatie onder arbeiders, wat een noodzakelijke voorwaarde is voor een succesvolle proletarische revolutie. Ze geloofden dat het proletariaat, door zijn collectieve kracht en gedeelde belangen, de bestaande kapitalistische orde zou omverwerpen en een klasseloze, communistische samenleving zou vestigen waarin de productiemiddelen gemeenschappelijk bezit zouden zijn.

## Verschillende marxistische stromingen

### Marxisme-leninisme

Lenin in 1918

Vladimir Lenin was een prominente figuur binnen de Russische bolsjewieken en heeft aanzienlijk bijgedragen aan de communistische theorie. Volgens Lenin moet de proletarische revolutie worden geleid door een voorhoede van het proletariaat, namelijk de communistische partij. Deze partij moet het proletariaat begeleiden voor, tijdens en na de revolutie om ervoor te zorgen dat de revolutie zo effectief mogelijk verloopt. De revolutie zou leiden tot een dictatuur van het proletariaat, een staatsvorm waarin het socialisme wordt ingevoerd, waar de arbeiders zowel de economische als politieke macht hebben.
"Door de arbeiderspartij op te leiden, onderwijst het marxisme de voorhoede van het proletariaat, die in staat is om de macht over te nemen en het hele volk naar het socialisme te leiden, om het nieuwe systeem te leiden en te organiseren, om de leraar, de gids, de leider te zijn van alle werkende en uitgebuite mensen bij het organiseren van hun sociale leven zonder de bourgeoisie en tegen de bourgeoisie."

### Linkscommunisme
Linkscommunisten bekritiseren Lenins idee van een voorhoedepartij. Volgens hen moet de gehele arbeidersklasse—of op zijn minst een groot deel ervan—diep betrokken zijn en even toegewijd aan de socialistische of communistische zaak om een succesvolle proletarische revolutie te bewerkstelligen. Ze zijn tegen deelname van de communistische partij aan parlementsverkiezingen en stellen dat deze partij nooit zou moeten samenwerken met andere niet-communistische bewegingen. Lenin weerlegde de kritiek van de linkscommunistische stroming in zijn werk "De linkse stroming, een kinderziekte van het communisme".

## Anarchisme
Veel anarchisten hangen ook het idee aan dat het kapitalisme zal of moet eindigen via een proletarische revolutie. Voor deze anarchisten is de revolutie een gedecentraliseerde en spontane opstand van de arbeidersklasse, zonder de noodzaak van een centrale leiding of voorhoedepartij zoals bij marxistische stromingen. Ze geloven in directe actie van de basis, waarbij arbeiders zelf de controle nemen over de productiemiddelen en de samenleving organiseren op basis van principes van zelfbestuur en federatie. Anarchisten verwerpen niet alleen het kapitalisme, maar ook elke vorm van staatsmacht en autoriteit, inclusief die van een revolutionaire staat.

## Voorbeelden van proletarische revoluties
- Commune van Parijs (1871)
- Russische Revolutie (1917)
- Chinese Revolutie (1949)
- Cubaanse Revolutie (1953)